# 罗伯托·佩雷拉
罗伯托·马克西米利亚诺·佩雷拉（西班牙語：Roberto Maximiliano Pereyra，1991年1月7日—），是一名阿根廷足球运动员，现效力于希甲球队AEK雅典足球會。司職中场。

## 俱乐部生涯
佩雷拉出自阿根廷豪门河床青训体系，2009年进入一线队。同年，他在河床0比4不敌飓风的比赛上演职业生涯首秀。
2011年8月31日，他和意大利足球甲级联赛球队乌迪内斯签约5年。
2014年7月25日，尤文圖斯官方宣佈俱樂部已經與烏迪內斯達成佩雷拉的租借協議，一年租借費用是150萬歐元。協議中允許尤文圖斯在2014-2015賽季結束後1400萬買斷球員，這筆資金將在三年內付清。如果佩雷拉能夠在2020年6月30日達成一定競技目標，尤文圖斯將再追加150萬歐元轉會費用。